# Набій Флобера
Набій Флобера, в англомовних країнах більш відомі як .22 CB Cap (англ. Conical Ball Cap) або .22 BB Cap (англ. Bulleted Breech Cap) — різновид набоїв кільцевого запалення, в яких відсутній пороховий заряд, а роль метальної речовини виконує капсульний склад.

## Історія
Набої без пороху, тільки з капсульної суміші як метального заряду, були першими патронами кільцевого запалення. Перший зразок такого боєприпасу був створений у 1845 році французьким зброярем Луї Флобером (фр. Louis Flobert) і являв собою, по суті, круглу кулю, вставлену в незадовго до того винайдений капсуль-запальник. Запатентований набій був у 1849 році.
Перший набій Флобера мав калібр 9 мм, але потім став випускатися в декількох варіантах (4 мм, 6 мм і т. д.). І набої, і зброя системи Флобера отримали дуже широке поширення у світі завдяки надійності, відносній дешевизні, слабкому звуку пострілу. У Росії вони були відомі під назвою «Монте-Крісто». Сучасний, найбільш поширений, варіант набою Флобера калібром 5,6 мм набув свого вигляду в 1888 році в США. Цікаво, що перший «повноцінний» (тобто що має пороховий заряд) набій кільцевого запалення .22 Short був створений на базі одного з набоїв Флобера.

## Особливості та застосування

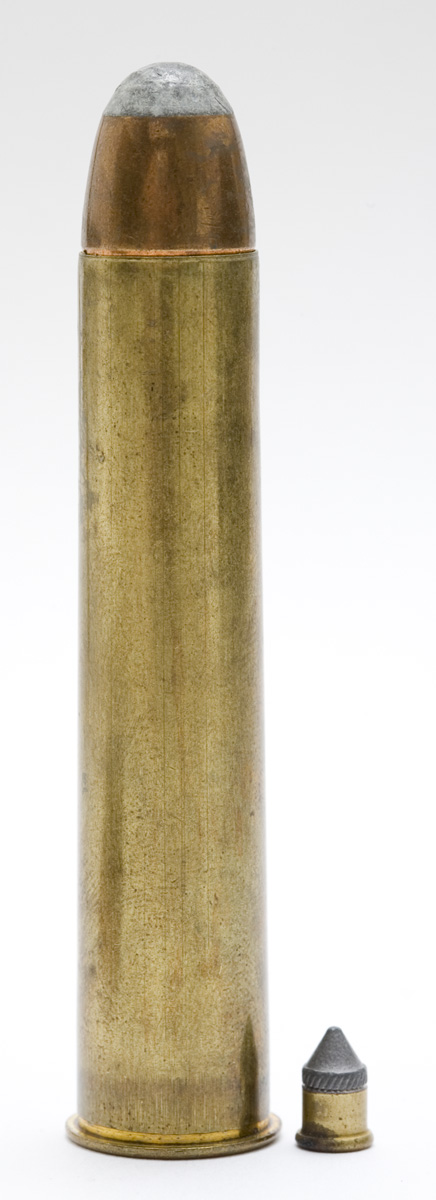
Набій Флобера 5,6 мм поряд з одним з найбільших набоїв для цивільної зброї — .577 Nitro Express

Зазвичай сучасні набої Флобера випускаються зі свинцевою безоболонковою кулею конічної форми (англ. .22 СВ Сар, Conical Bullet Cap), але існує різновид зі сферичною кулею (відповідно, англ. .22 ВВ Сар, Ball Bullet Cap). Найчастіше зустрічається калібр 5,6 мм, але поширені також калібри 4,5 мм, і 4,2  мм. Іноді в них додається незначна кількість пороху —  в 4,2 мм набої чеського виготовлення, наприклад, — 0,01 г.
Набої Флобера — вкрай малопотужні боєприпаси. Початкова швидкість їх куль рідко перевищує 210 м/с, що приблизно дорівнює швидкості кулі середніх пневматичних гвинтівок. Але куля набоїв Флобера має масу, як правило, більшу, ніж кулі пневматичної зброї такого ж калібру (зазвичай 0,5-1,3 г), тому їх енергія вище — 40-60 Дж.
Застосування набоїв Флобера в даний час досить вузьке, оскільки їх функції багато в чому бере на себе пневматична зброя, з тією тільки різницею, що тут присутня трохи більша віддача ніж у пневматичної. Тим не менш, вони використовуються як для цільової стрільби на невеликі відстані, так і в зброї для самозахисту (випускаються спеціальні револьвери під набої Флобера з метою самозахисту). Звук пострілу цими набоями дуже слабкий, особливо при їх застосуванні в зброї з досить довгим стволом, оскільки, завдяки відсутності пороху, немає дульного полум'я — джерела гучного звуку «сучасної» вогнепальної зброї.
Набої Флобера можуть застосовуватися для відстрілу шкідливих гризунів. Виробники рекомендують використання набоїв зі сферичною кулею зі зброї з гладким стволом.
Ці боєприпаси зустрічаються все рідше у США, оскільки там вони були зняті з виробництва ще в 1940-ві роки, хоча ще досі інтенсивно випускаються у Європі. Пачка на 100 шт. в США коштує в середньому 24-25 доларів[коли?], в Україні трохи дешевше —пакування 200 шт. —33 долари, 100 шт. —20 доларів по курсу відповідно[коли?].
Куля набоїв Флобера малого калібру (4-5 мм) не може завдати людині небезпечної для життя травми.Тому, в багатьох країнах (це стосувалося, зокрема, колишнього СРСР і зберігається на частині пострадянського простору) зброя під набої Флобера не потрапляє під категорію вогнепальної.
В Україні дозволений вільний продаж особам 18+. Є в асортименті від різних виробників, аналогічно як і кулі до них.